# ブラックアフリカ基礎研究所
ブラックアフリカ基礎研究所（ブラックアフリカきそけんきゅうじょ、仏語：Institut Fondamental d'Afrique Noire、IFAN）はセネガルのダカールにある、人文科学および自然科学の研究機関である。1938年にInstitut Français d'Afrique Noire(フランス黒アフリカ研究所)として設立された。現在テオドール・モノ・アフリカ美術博物館のある建物に本部がおかれ、フランス統治下のアフリカの歴史、言語、文化などの研究がなされていた。
セネガル共和国独立後、1960年にシェイク・アンタ・ジョップ大学の機関として編入され、1966年にIFANの頭文字はそのままで、Institut Fondamental d'Afrique Noireと名称変更された。
ダカールの市街地にテオドール・モノ・アフリカ美術博物館、ゴレ島にIFAN海洋博物館を附属している。